# Centaurea melanocephala
Centaurea melanocephala — вид квіткових рослин айстрових (Asteraceae). Ареал: Сербія, Косово, Албанія.

## Морфологічна характеристика
Стебла зазвичай численні, до 100(150) см заввишки. Прикореневі листки дуже великі, до 50 см завдовжки і 20 см завширшки, листкові сегменти ланцетні, 15–20 мм ушир. Приквіткові приквітки темно-зелені, блискучі, голі або рідко павутино-запушені.